# Japanische Schrift
Die japanische Schrift besteht aus mehreren Schriften. Im japanischen Schriftsystem nutzt man Kanji, Kana und Romaji funktional gleichberechtigt nebeneinander als Schreibschrift.
Die Kanji (japanisch 漢字) entstammen der chinesischen Schrift (chin. 漢字 / 汉字,  Hànzì) und bilden als Logogramme meist den Wortstamm ab. Kana, d. h. Hiragana (japanisch 平仮名 oder ひらがな) und Katakana (japanisch 片仮名 oder カタカナ), sind dagegen Silbenschriften (genauer Morenschriften) aus dem historischen Man’yōgana, die sich von der chinesischen „Grasschrift“ (auch Konzeptschrift) herleitet. Diese drei Schriften werden im ISO-15924-Code mit dem Kürzel Jpan zusammengefasst.
Als weitere Schrift wird in der modernen japanischen Sprache das lateinische Alphabet verwendet, das in Japan Rōmaji (japanisch ローマ字) genannt wird. Zahlen werden unter Verwendung von Kanji oder arabischen Ziffern geschrieben.
Die verschiedenen Schriftarten haben spezifische Funktionen (z. B. Hiragana oft für grammatikalische Formen, Katakana hauptsächlich für Fremdwörter, Kanji oft für den Sinninhalt). Diese historisch gewachsene komplexe Schriftkultur mit den verschiedenen Schriften werden in Alltagstexten parallel verwendet.

## Schreibweise und -richtung

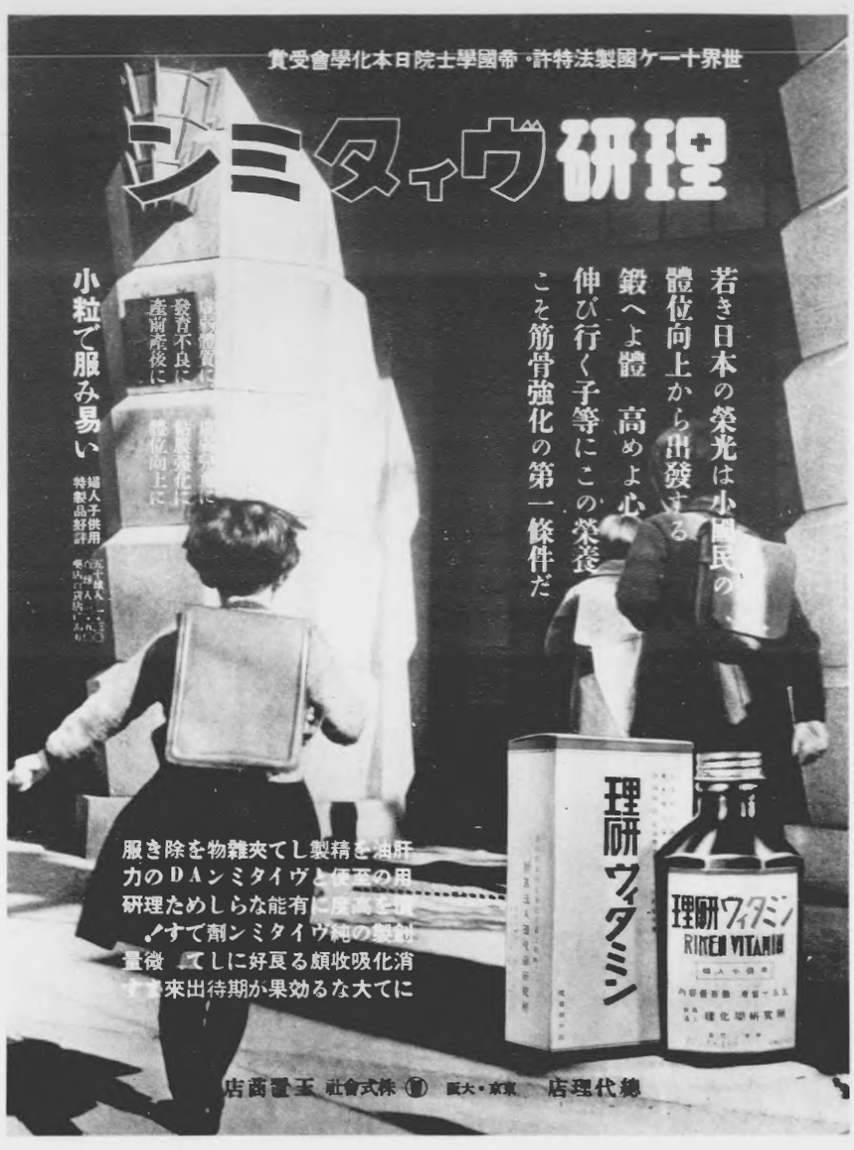
Werbeplakat aus dem Jahr 1938 mit drei Schriftrichtungen. Oben der Name des Produkts rechtsläufig: ンミタィヴ研理 (n mi ta vi ken ri), auf dem abgebildeten Fläschchen derselbe Name linksläufig: 理研ヴィタミン (ri ken vi ta mi n), auf der Schachtel daneben von oben nach unten.

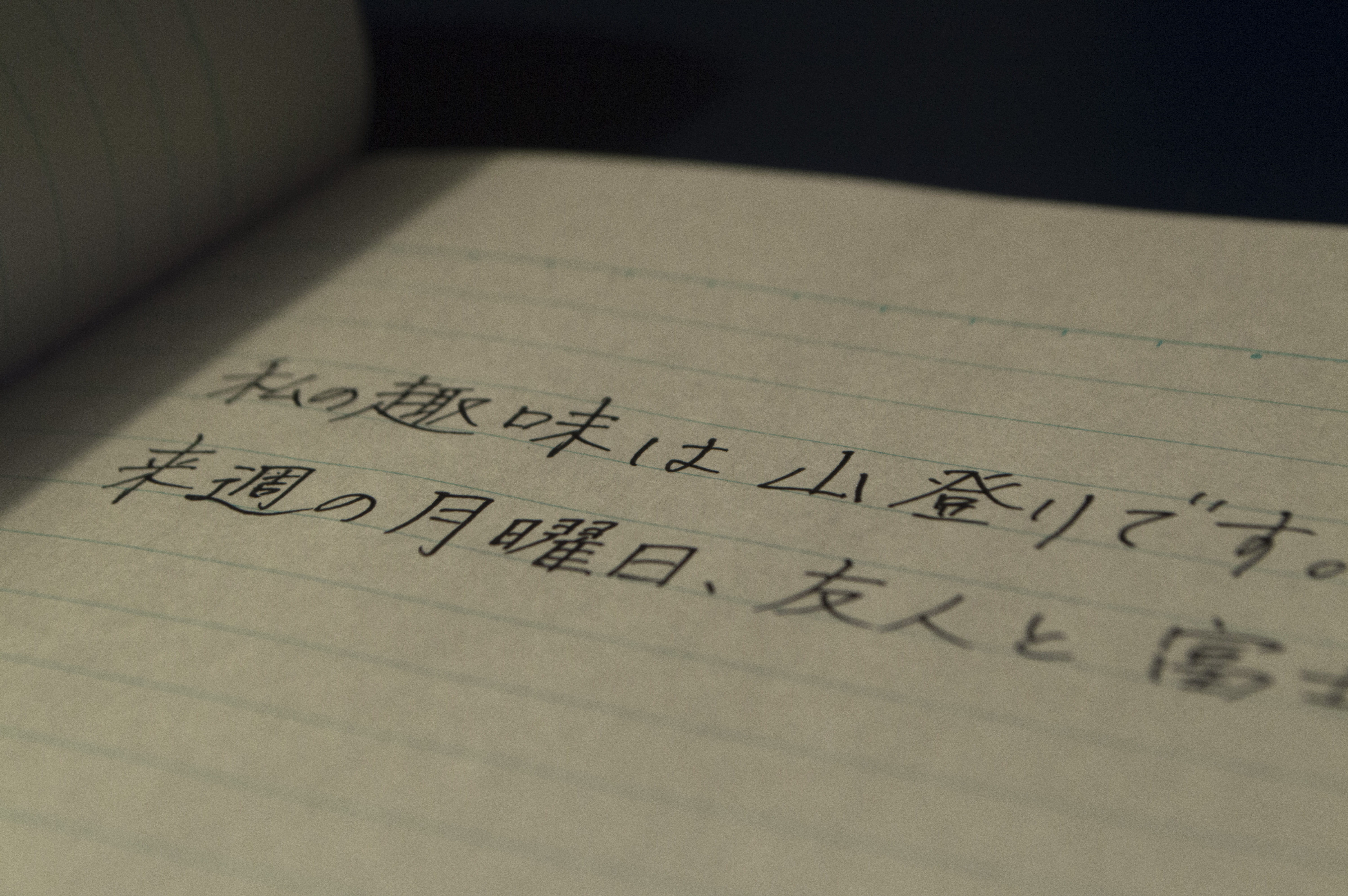
Yokogaki – 横書き

Im Japanischen werden Wörter gewöhnlich ohne Leerzeichen aneinandergereiht und am Zeilen- oder Spaltenende an fast beliebigen Stellen ohne Trennstrich getrennt (je nach „Regel“ allerdings nicht direkt vor einem Satzzeichen oder einem kleinen Kana). Die Zeichen werden in gleich große gedachte Quadrate geschrieben: Anders als z. B. in der lateinischen Schrift, wo ein „i“ viel schmaler ist als ein „m“, erhält jedes Zeichen (einschließlich Satzzeichen) gleich viel Platz, rund um schmalere oder kleinere Zeichen bleibt also etwas mehr Leerraum. Allerdings werden im Schriftsatz auch oft proportionale Schriften verwendet, sodass ein っ im vertikalen Satz beispielsweise kein Quadrat mehr einnimmt.
Im traditionellen Japanisch wird, wie auch im klassischen Chinesisch, von oben nach unten geschrieben, wobei die Spalten von rechts nach links aneinandergereiht werden (tategaki, 縦書き ‚vertikale Schreibung‘). Diese Schreibrichtung findet heutzutage bei literarischen Texten, Zeitungsartikeln und Manga Anwendung. Waagerechte Überschriften in historischen Texten werden ebenso von rechts nach links geschrieben.
(Sach-)Texte, die viele Rōmaji (lateinische Zeichen) enthalten sowie (waagerechte) Hinweisschilder werden heutzutage meist nach westlichem Vorbild in horizontalen Zeilen von links nach rechts geschrieben (yokogaki, 横書き ‚horizontale Schreibung‘). Nur bei historischer (waagerechter) Namensbeschilderung von alten Gebäuden o. Ä. – meist über dem Eingang – sowie sehr alten Spruchbannern in Kanji (z. B. beim Shurei-mon) sieht man heute gelegentlich noch die traditionelle horizontale Schreibung von rechts nach links. Fahrzeuge und Schiffe sind mitunter auf der rechten Seite linksläufig und auf der linken rechtsläufig beschriftet. In Zeitungen kommt sowohl die horizontale als auch die vertikale Schreibrichtung vor, teils auch gemischt.
Die Schriftzeichen behalten in allen Schreibrichtungen dieselbe Form, werden also nicht bei umgekehrter Schreibrichtung gespiegelt.

## Schriftarten

### Kanji

Yamada (山田) Tarō (太郎) – v. l. n. r. – japanischer Personenname in Kanji

Kanji (japanisch 漢字) bedeutet Han-Zeichen, wobei „Han“ (chin. 漢 / 汉), japanische Lesung „Kan“ (japanisch 漢), als Synonym für China bzw. Chinesen steht.
Zum Verständnis des Folgenden ist es hilfreich zu wissen, dass die japanische und die chinesische Sprache weder verwandt noch typologisch ähnlich sind.
Die Schrift an sich, in der Form der chinesischen Zeichen, kam spätestens ab dem 5. Jahrhundert über Korea nach Japan. Ursprünglich wurden Texte in reinem Chinesisch aufgezeichnet, dem sogenannten Kanbun, ein Stil, der mit Lesehilfen, beginnend mit der Setsuwa-Literatur des 9. Jahrhunderts, für offizielle Dokumente in modifizierter Form bis zum Ende des Zweiten Weltkriegs verwendet wurde.
Die Kanji haben (im Gegensatz zu den Kana) eine eigenständige Bedeutung und werden auch als Logogramme bezeichnet, die wiederum in drei Gruppen aufgeteilt werden können: Piktogramme, Ideogramme und Phonogramme. Viele Kanji sind dabei aus mehreren (oft zwei) verkleinerten Zeichen zusammengesetzt. Diejenigen Ideogramme unter diesen Bestandteilen, die oft für die Kernbedeutung der jeweiligen Kanji stehen und nach denen sie in Kanji-Lexika geordnet werden, nennt man Radikale bzw. Bushu; das andere Element in zweiteiligen Zeichen bezeichnet oft die originale chinesische Aussprache, die im Allgemeinen nicht identisch ist mit der oder den japanischen Aussprachen. In der Folge wurde auch eine relativ kleine Zahl eigener japanischer Kanji entwickelt, die so genannten „Landeszeichen“ (genauer: „Landeseigene Schriftzeichen“) oder Kokuji, wie z. B. 働 (dō, deutsch Arbeit), 辻 (tsuji, deutsch Straßenkreuzung) und 峠 (tōge, deutsch Bergpass).
Viele Kanji haben zwei oder noch mehr unterschiedliche Lesungen, die man in zwei Gruppen zusammenfassen kann:
- Die on-yomi (wörtlich: „Klang-Lesung“) nennt man auch sino-japanische Lesung (bei der drei Untergruppen, nach dem Zeitpunkt der Rezipierung, unterschieden werden). Sie wurde aus dem Chinesischen abgeleitet (es ist eine an das japanische Lautsystem angepasste Variante der ursprünglichen chinesischen Aussprache des Zeichens) und wird daher auch oft chinesische Lesung genannt. Die ON-yomi wird meistens verwendet, wenn ein Zeichen zusammen mit anderen Kanji steht, um ein zusammengesetztes Wort (genauer: Kompositum oder Silbenwort) zu ergeben. ON-yomi werden in Aussprachelisten (etwa in Lexika) meist mit Katakana angegeben, bei lateinischer Schreibung solcher Listen oft in Großbuchstaben.
- Die kun-yomi (wörtlich: „Begriff-Lesung“) heißt auch reinjapanische[2] Lesung. Bei einer solchen Lesung handelt es sich in der Regel um ein japanisches Erbwort (das also nicht aus dem Chinesischen stammt), für das das Schriftzeichen nur von seiner Bedeutung her übernommen wurde, aber nicht vom Klang her. Diese Lesung wird meistens (aber nicht immer) benutzt, wenn ein Kanji alleine steht und selbst ein ganzes Wort bildet. kun-yomi werden in Aussprachelisten meist mit Hiragana wiedergegeben, bei lateinischer Schreibung der Listen oft in Kleinbuchstaben.

Fast alle Kanji, mit Ausnahme einiger weniger Kokuji, haben eine oder mehrere On-Lesungen, aber nicht alle haben Kun-Lesungen. Die oft mehreren verschiedenen On-Lesungen eines einzigen Zeichens entstanden dadurch, dass viele Zeichen mehrmals zu verschiedenen Zeiten bzw. Epochen aus verschiedenen Landesteilen Chinas übernommen wurden, und damit auch die verschiedenen Aussprachen des Zeichens in den unterschiedlichen chinesischen Sprachen. Welche der Lesungen jeweils zu verwenden ist, richtet sich nach der Kanji-Kombination, in der das Zeichen jeweils auftaucht.
Es heißt in japanischen Legenden (10. Buch des Nihon Shoki), dass ein in Baekje (jap. Kudara), einem Staat im heutigen Korea, wirkender chinesischer Gelehrter namens Achiki (阿直岐, kor. Ajikgi) im 15. Jahr des Kaisers Ōjin (berichtigtes Datum: 404) nach Japan geschickt wurde und Lehrer des Thronfolgers Uji no Waka-iratsuko (菟道稚郎子) wurde. Auf Achikis Empfehlung hin wurde der Gelehrte Wani (王仁, koreanisch Wang-in, chin. Wang-ren) an den Hof des Yamato-Reiches eingeladen und von Aredawake und Kamu-nagi-wake im Frühling des zweiten Monats des 16. Jahres (unter Ōjin) aus Baekje herübergeholt.
Wani brachte so im späten 4. Jahrhundert die chinesischen Schriftzeichen nach Japan, um den Konfuzianismus zu lehren, und dabei die chinesischen Bücher Analekten des Konfuzius und den Tausend-Zeichen-Klassiker nach Japan zu bringen. Wani wird im Kojiki und im Nihon Shoki erwähnt. Ob Wani wirklich lebte oder nur eine fiktive Person ist, ist unklar, denn die heute bekannte Version des Tausend-Zeichen-Klassikers ist erst später, zur Zeit der Regentschaft von Kaiser Liang Wu Di (502–549) entstanden. Es wird von einigen Wissenschaftlern für möglich gehalten, dass bereits im 3. Jahrhundert chinesische Werke ihren Weg nach Japan fanden. Als gesichert gilt, dass spätestens ab dem 5. Jahrhundert unserer Zeitrechnung die Kanji in mehreren Wellen aus verschiedenen Teilen Chinas importiert wurden. Heute nennt man die klassische Schreibweise der chinesischen Texte für Japan Kanbun.
Nach dem Zweiten Weltkrieg (1946) wurde die Anzahl der „Schriftzeichen für den täglichen Gebrauch“ (当用漢字 Tōyō-Kanji) vom Bildungsministerium (MEXT) – genauer „Amt für kulturelle Angelegenheiten“, Bunka-chō, Unterabteilung des „MEXT“ – auf zuerst 1850 Zeichen reduziert und im Jahre 1981 wurde deren Nutzung durch den Ersatz und Adaptierung in die Jōyō-Kanji (常用漢字 ‚Schriftzeichen für den Allgemeingebrauch‘) auf 1945 Zeichen etwas erweitert. 2010 wurde die Anzahl der Jōyō-Kanji auf 2136 festgelegt, die auch in der Schule gelehrt werden. Amtliche Texte und viele Zeitungen beschränken sich auf diese Zeichen und geben alle anderen Begriffe in Kana wieder. Daneben gibt es weitere ca. 580 so genannte Jinmeiyō Kanji, die nur für die Verwendung in japanischen Eigennamen offiziell sind.
Grundsätzlich entsprechen die Kanji den traditionellen chinesischen Langzeichen. Einige Zeichen aber wurden mit der Schriftreform in Japan („Problem der nationalen Schriftzeichen der japanischen Sprache“, 国語国字問題 kokugo kokuji mondai) (siehe Tōyō-Kanji vom 1946) vereinfacht, in einer ähnlichen Weise, aber weniger radikal als die Kurzzeichen bei der chinesischen Schriftreform von 1955.
Insgesamt gibt es mehr als 50.000, in der Mehrzahl aber ungebräuchliche Kanji. Gebildete Japaner beherrschen nicht selten (zumindest passiv) über 5000 Kanji, was vor allem zum Lesen von literarischen Texten notwendig ist. In manchen seit alters her bestehenden gelehrten Berufsfeldern, etwa Jura, Medizin oder buddhistischer Theologie, wird die Beherrschung von bis zu 1000 weiteren Kanji, die in diesem Bereich eine Rolle spielen, vorausgesetzt. Dabei handelt es sich jedoch um Fachbegriffe. Moderne Berufsfelder wie Naturwissenschaft und Technik schreiben ihre Fachbegriffe üblicherweise in Katakana oder gleich in lateinischer Schrift.
Japanische Texte für Erwachsene lassen sich bei Bedarf mit hoher Geschwindigkeit „querlesen“. Da der wesentliche Inhalt mit Kanji geschrieben wird und auch komplexe Begriffe mit nur wenigen Kanji dargestellt werden können, kann man durch Springen von Kanji zu Kanji unter Nichtbeachtung der anderen Zeichensysteme den Sinn eines Textes rasch erfassen. Andererseits kann man am Gesamtanteil und dem Schwierigkeitsgrad der Kanji eines Textes erkennen, für welche Alters- bzw. Bildungsgruppe er vorzugsweise geschrieben wurde.
Durch den starken chinesischen Einfluss auf Korea waren chinesische Schriftzeichen (kor. Hanja) traditionell auch in Korea gebräuchlich, seit der Kabo-Reform Ende des 19. Jh. sind diese aber weitgehend (in Nordkorea vollständig) durch die Hangeul-Zeichen ersetzt worden.
Insgesamt geht die Anzahl der verwendeten Kanji immer mehr zurück, was möglicherweise auch daran liegt, dass aufgrund der heute vorhandenen elektronischen Schreibhilfen japanischer Textverarbeitungssysteme die jüngeren Japaner sie zwar noch lesen, aber besonders die selteneren Kanji immer öfter nicht mehr handschriftlich schreiben können. In zahlreichen Printmedien werden inzwischen über komplizierten Kanji die dazugehörigen Kana (Furigana) abgedruckt.

### Man’yōgana
Die Entwicklung einer eigenen japanischen Schrift durch Schreiber und Gelehrte begann um 600 durch die Reduzierung der chinesischen Schriftzeichen auf ihren Lautwert. Die Aussprache der chinesischen Worte wurde verwendet, ihr Sinn dagegen vernachlässigt. Dies kam zunächst zur Wiedergabe von japanischen Orts- und Personennamen zum Einsatz.
Um 760 wurde die erste Sammlung japanischsprachiger Dichtkunst, das Man’yōshū, fertiggestellt, in dem man die chinesischen Schriftzeichen oft auch entsprechend ihrem Klang, also als Lautschrift verwendete. In Anlehnung an diese Anthologie wird diese Schreibart als Man’yōgana bezeichnet. Kana bzw. in Zusammensetzungen -gana stammt von kari na ‚geliehene Namen‘.
Zu diesem Zeitpunkt traten jedoch auch die Probleme dieser Schrift zutage. Die teilweise sehr ähnlich klingenden Lautzeichen wurden nicht nach einem bestimmten System verwendet, sondern nach ihrem Äußeren. Die Gestaltung der Schrift und die damit erzielten ästhetischen Effekte spielten für die Dichter eine entscheidende Rolle. Aufgrund dessen wurden nicht nur die Man’yōgana nach Gefühl verwendet, es kam darüber hinaus auch zu einer Mischung von Man’yōgana und chinesischen Ideogrammen. Da beide sich von der äußeren Form her nicht unterscheiden, ist es für den Leser problematisch zu erkennen, ob die Zeichen in ihrer phonetischen oder inhaltlichen Bedeutung zu interpretieren sind. Des Weiteren war diese Schreibart sehr aufwendig und kompliziert. Für die oft vielsilbigen japanischen Wörter benötigte man jeweils mehrere komplizierte chinesische Zeichen.
Der damalige Hofstaat sah jedoch trotz dieser nicht von der Hand zu weisenden Probleme des noch unausgereiften Schriftsystems keine Notwendigkeit für die Entwicklung eines einheitlichen und einfachen Schriftsystems. Noch immer war die chinesische Dichtung großes Vorbild für die Gebildeten, so dass es zum guten Stil der Zeit gehörte, seine Gedichte in chinesischer Sprache zu verfassen. Die Man’yōgana waren bei der Elite nicht angesehen und nach ihrer Auffassung von Poesie nur dazu tauglich, Tagebücher, Notizen oder Liebesbriefe zu schreiben.

### Kana
Erst im 9. Jahrhundert kam es zur Herausbildung einer eigenen japanischen Silben- oder genauer Morenschrift, den sogenannten Kana (japanisch 仮名, früher auch 仮字). Sie sind Silbenalphabete, bei denen die einzelnen stark vereinfachten Zeichen keine eigenständige Bedeutung haben, sondern Laute und Lautkombinationen wiedergeben. Die Unterteilung japanischer Silben in Zeiteinheiten (Moren) zeigt sich in der Schrift dadurch, dass neben Silben aus einem Vokal oder einem Konsonanten mit folgendem Vokal auch der zweite Teil eines Langvokals oder Diphthongs, der Silbenschlusslaut n und der Stopflaut durch eigene Kana wiedergegeben werden. Ein Kana-Zeichen entspricht damit genau einer More.
Durch den buddhistischen Mönch Kūkai kam es in Japan zu den benötigten Veränderungen, welche die Entwicklung der Kana, also der Silbenschrift, einleiteten. Kūkai war einer der bedeutendsten religiösen Lehrmeister. Er wird auch heute noch von den Japanern verehrt, denn er hatte nicht nur einen großen religiösen Einfluss auf die Entwicklung Japans, sondern war darüber hinaus noch ein begabter Dichter und einer der ersten Sprachwissenschaftler Japans. Japan hat seine eigene Schrift Kūkai zu verdanken.
Kūkai ließ sich 804 von zwei indischen Meistern in Sanskrit unterrichten, um die Sutren, die in Japan bis heute vor allem in der chinesischen Übersetzung studiert werden, in der Originalsprache lesen zu können. Während dieser Zeit erlernte er auch die Siddham-Schrift, in der die Sutren geschrieben worden sind. Nach seiner Rückkehr nach Japan begann er damit, die Sanskrit-Texte so genau wie möglich ins Japanische zu übertragen. Die Aussprache der Sutren kann jedoch durch die chinesische Umschrift nur sehr ungenau wiedergegeben werden; die japanischen Silben sind für eine exaktere Aussprache eher geeignet, da das Japanische durch viele mehrsilbige Wörter eine größere Silbenvielfalt aufweist.
In seiner Shingon-Schule, einer der bedeutendsten buddhistischen Strömungen in Japan, vermittelte er sein Wissen über die Sanskrit-Texte mit Hilfe der Lautzeichen. Nach seinem Tod 835 wurde seine Lehre fortgeführt.
Infolgedessen kam es dazu, dass die Lautzeichen zunehmend häufiger beim Schreiben verwendet wurden. Üblich wurde das Schreiben in der Lautschrift um 900, begünstigt durch japanische Dichter, die ihre Werke mit Lautzeichen niederschrieben. Dies sorgte wiederum dafür, dass sich die japanische Literatur von der chinesischen zu lösen begann.
In dieser Zeit kam es auch zur Vereinfachung der Man’yōgana, die bis dahin immer noch die Form der komplexen chinesischen Zeichen hatten. Die Schriftzeichen wurden verkürzt und abgeschliffen.
Da sich für jede More des Japanischen ein bestimmtes Zeichen durchgesetzt hatte, kam es Ende des 10. bzw. Anfang des 11. Jahrhunderts dazu, dass die Morenzeichen durch Mönche in einem Alphabet angeordnet wurden. Diese Fünfzig-Laute-Tafel ist heute noch üblich.
Im 12. Jahrhundert wurden die chinesischen Zeichen und die Silbenzeichen miteinander verknüpft, so dass sie sich gegenseitig ergänzten und den grammatischen Bedingungen der Sprache entsprachen. Das japanische Schriftsystem in seiner heute üblichen Form entstand. Für den Wortstamm der Substantive, Verben und Adjektive werden die Kanji verwendet, die grammatikalische Form der Worte wird durch das Anhängen von japanischen Lautzeichen verdeutlicht.
Die entstandenen Silbenschriften werden unter dem Begriff Kana zusammengefasst und lassen sich aufgrund von gewissen Unterschieden im Schriftbild sowie in der Entstehung und Verwendung in die so genannten Hiragana und Katakana einteilen. Der ISO-15924-Code für die zusammengefassten Kana lautet Hrkt, während Kana der Code für die Katakana und Hira jener für die Hiragana ist.
Siehe auch: Ableitungstafel der Kana-Zeichen

#### Hiragana

Entwicklung der Hiragana aus Man’yōgana

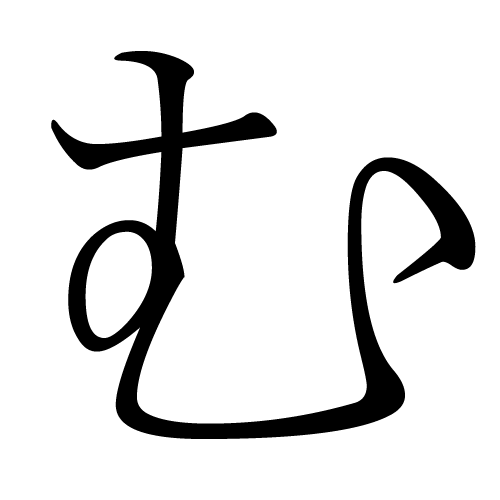
Das Hiragana-Zeichen für die Silbe mu

Hiragana (ひらがな oder auch 平仮名) wurden im 9. Jahrhundert entwickelt und zuerst vor allem von adeligen Frauen verwendet, da für Frauen sowohl das Studium der chinesischen Sprache als auch das Erlernen der Kanji als unangemessen galt. Bei Hiragana handelt es sich um abgeschliffene Kursivformen der oben beschriebenen Man’yōgana, daher wirken sie relativ einfach geformt und abgerundet. Im Laufe der Jahre setzte sich jeweils ein einziges Zeichen für jede mögliche japanische More durch. Dieses wurde in ein Alphabet eingeordnet, das man nach dem Vorbild der Siddham-Schrift des damaligen Sanskrit systematisch aufbaute, der einzigen alphabetischen Schrift, die durch den Buddhismus in Japan einigen Gelehrten bekannt war. Dieses Alphabet, die Fünfzig-Laute-Tafel, dient auch heute noch in Japan zur alphabetischen Anordnung, etwa in Wörterbüchern; in Kanji oder Katakana geschriebene Wörter werden dabei entsprechend ihrer Hiragana-Umschrift eingeordnet. Daneben gab es historisch weiterhin Schreibvarianten der Hiragana, die als Hentaigana (abweichende Kana) bezeichnet werden.
Japanische Kinder lesen und schreiben alles zuerst in Hiragana, die schon in der Vorschule gelernt werden, bevor sie ab der ersten Schulklasse allmählich und schrittweise zum Lernen der Kanji übergehen (Beispiel: ひらがな bedeutet Hiragana in Hiragana geschrieben und 平仮名 bedeutet Hiragana in Kanji geschrieben). Bei Texten für Erwachsene werden Hiragana vor allem für Prä- und Suffixe, für grammatikalische Partikeln (Okurigana) und für solche japanischen Wörter verwendet, für die es kein Kanji gibt oder für die das Kanji so selten ist, dass man es mit Rücksicht auf die Leser nicht benutzen möchte. Auch in Privatbriefen werden viele Hiragana verwendet, da es gegenüber dem Empfänger als unhöflich gilt, diesen durch die eigene Bildung beeindrucken zu wollen.
Bei Verwendung von wenig bekannten oder noch nicht gelernten Kanji (z. B. in Schulbüchern) sowie irregulärer Aussprache wird die korrekte Aussprache in Form von kleinen Hiragana über (bei senkrechter Schreibweise rechts neben) das entsprechende Zeichen geschrieben. Solche Hiragana werden als Furigana (ふりがな) bezeichnet.

#### Katakana

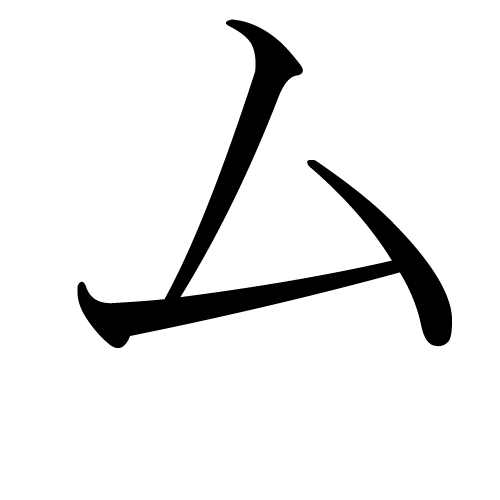
Das Katakana-Zeichen für die Silbe mu

Katakana (カタカナ oder auch 片仮名) wurden von buddhistischen Mönchen, besonders der Shingon-Sekte, entwickelt und dienten zunächst als Lesehilfe für chinesische religiöse Texte sowie als eine Art Stenografie, die zum Mitschreiben bei religiösen Lehrvorträgen verwendet wurde. Sie sind zumeist aus Einzelelementen komplizierter Kanji entstanden und fallen als besonders einfach geformt und eckig auf. Aufgrund ihres futuristischen Aussehens werden sie außerhalb Japans manchmal für Design-Effekte oder sogar für Science-Fiction-Filme verwendet (z. B. bestehen die grünen Zeichenkaskaden, die in den Filmen der Matrix-Trilogie über den Bildschirm laufen, neben Ziffern auch aus spiegelverkehrten Katakana).
Heute dienen Katakana vor allem der Hervorhebung, ähnlich den Kursivbuchstaben im Deutschen. Werbung, Manga und Konsumgüterbeschriftungen benutzen entsprechend viele Katakana.
Sie werden auch für Lehnwörter und Namen aus anderen Sprachen verwendet, für die es keine Schriftzeichen (Kanji) gibt. Auch Künstler- und Ortsnamen aus dem Koreanischen und Chinesischen werden in den letzten Jahren überwiegend mit Katakana dargestellt, um bei der Aussprache dem Original zu folgen. Für meist im Schriftgebrauch bedeutende Personen des politischen Lebens und der Geschichte bleibt die Übernahme der Schriftzeichen üblich – beispielsweise heißt Máo Zédōng (chinesisch 毛澤東 / 毛泽东, W.-G. Máo Tsê-tung) in Japan „Mō Takutō“ (japanisch 毛沢東 もうたくとう), entsprechend der japanischen Aussprache der Kanji seines Namens. Hier der Name „Máo Zédōng“ der originalen hochchinesischen Aussprache folgend in – Katakana マオ･ツォートン, Hiragana まお･つぉーとん, nach Shinjitai–Kanji 毛沢東, jeweils mao-tsō-ton.
Bei Verwendung von Katakana wird dagegen das fremdsprachige Wort nicht anhand der originalen Orthografie, sondern allein der Aussprache nach umgesetzt, sodass beispielsweise aus Toys “R” Us in Katakana トイザらス (to-i-za-ra-su, toi-za-rasu) wird.
Auch wissenschaftliche Namen von Tieren und Pflanzen werden mit Katakana geschrieben, wobei es in den letzten Jahren einen gewissen Trend zurück zur Kanji-Schreibweise gibt. In der Sprachlehre geben Katakana die On-Lesung eines Kanji an.
Siehe auch: Gairaigo – jap. Transliteration bzw. Lehnwörter aus dem Ausland

### Rōmaji
Bei den Rōmaji (ローマ字, römische (lateinische) Zeichen) handelt es sich um das lateinische Alphabet.
Die lateinischen Schriftzeichen kamen hauptsächlich durch portugiesische Jesuiten-Missionare nach Japan, die bereits kurz nach der Landung der ersten Europäer im Jahr 1544 in das Land reisten, um ihren Glauben zu verbreiten. 1590 wurde die erste Druckpresse von Portugal nach Japan gebracht. Diese und weitere eingeführte Pressen brachten zwanzig Jahre lang die kirishitanban (Christen-Drucke) hervor, die in Latein, Portugiesisch oder romanisiertem Japanisch verfasst waren.
Danach verschwanden die Rōmaji aufgrund der Abschließung Japans fast vollständig aus Japan und gewannen erst wieder nach der Öffnung des Landes (um 1860) an Bedeutung. Der US-amerikanische Arzt und Missionar James Curtis Hepburn verfasste 1867 das erste Japanisch-Englische Wörterbuch, das waei gorin shūsei (和英語林集成), und entwickelte dafür ein lateinisches Transkriptionssystem, das nach ihm benannte Hepburn-System.
Rōmaji werden heute zu Marketing-Zwecken benutzt, weil in Rōmaji geschriebenes Japanisch besonders modern und international wirken soll, und zur Umschrift von japanischen Schildern verwendet, damit sich Ausländer besser zurechtfinden. Da alle Schüler in Japan auch Englisch lernen, lernen so auch alle Rōmaji. Es gibt drei anerkannte Transkriptionssysteme von japanischen Schriftsätzen nach Rōmaji: Neben dem in der Praxis meistverwendeten Hepburn-System gibt es noch das Nippon-System sowie das Kunrei-System. Das Nippon-System ist eine modifizierte Form des Hepburn-Systems und nach ISO 3602 Strict standardisiert. Das Kunrei-System ist wiederum eine modifizierte Form des Nippon-Systems und nach ISO 3602 standardisiert. Daneben gibt es noch einige andere Transkriptionssysteme, die geringere Bedeutung haben, z. B. JSL. Da sich diese in der Regel von einem der anerkannten Systeme ableiten, können sie ohne große Probleme von Kundigen eines anderen Systems gelesen werden.
Vokale mit Dehnungszeichen (ā, ī, ū, ē, ō) sind erst seit der Verbreitung von Unicode problemlos an Rechnern darstellbar. In den meisten davor verwendeten Zeichensätzen wie ISO 8859-1 waren sie nicht enthalten. Ebenso unterstützen die meisten Computersysteme keine native Eingabe dieser Zeichen, weshalb sie im nichtprofessionellen Bereich praktisch nicht verwendet werden. Im Internet hat sich daher eine Schreibweise etabliert, die zwar auf Hepburn basiert, anstatt der Vokale mit Dehnungszeichen aber konsequent Vokalverdopplung nutzt. Hierdurch bleibt phonetisch eine eindeutige Zuordnung der Worte möglich, die beim reinen Weglassen der Dehnungszeichen nicht mehr gegeben wäre.
| zu transkribieren | Hepburn                                       | Hepburn                                       | ISO 3602                      | ISO 3602                      | JSL                           | wāpuro                        |
| zu transkribieren | original                                      | modifiziert                                   | Strict: Nihon                 | Loose: Kunrei                 | JSL                           | wāpuro                        |
| --- | --------------------------------------------- | --------------------------------------------- | ----------------------------- | ----------------------------- | ----------------------------- | ----------------------------- |
| -a + a | aa                                            | ā (aa)*                                       | ā                             | â                             | aa                            | aa                            |
| -i + i | ii                                            | ii                                            | ī                             | î                             | ii                            | ii                            |
| -u + u | ū (uu)**                                      | ū (uu)**                                      | ū                             | û                             | uu                            | uu                            |
| -e + i (jap.) | ei                                            | ei                                            | ei                            | ei                            | ei                            | ei                            |
| -e + i (sino-jap.) | ei                                            | ei                                            | ē                             | ê                             | ei                            | ei                            |
| -e + e | ee                                            | ē (ee)*                                       | ē                             | ê                             | ee                            | ee                            |
| -o + u | ō (ou)**                                      | ō (ou)**                                      | ō                             | ô                             | ou/oo                         | ou                            |
| -o + o | ō (oo)*                                       | ō (oo)*                                       | ō                             | ô                             | oo                            | oo                            |
| Dehnungszeichen ー | ¯                                             | ¯                                             | ¯                             | ^                             | Vokalverdoppelung             | -                             |
| さ, サ | sa                                            | sa                                            | sa                            | sa                            | sa                            | sa                            |
| ざ, ザ | za                                            | za                                            | za                            | za                            | za                            | za                            |
| し, シ | shi                                           | shi                                           | si                            | si                            | si                            | shi, si                       |
| ち, チ | chi                                           | chi                                           | ti                            | ti                            | ti                            | chi, ti                       |
| ず, ズ | zu                                            | zu                                            | zu                            | zu                            | zu                            | zu                            |
| つ, ツ | tsu                                           | tsu                                           | tu                            | tu                            | tu                            | tsu, tu                       |
| ふ, フ | fu                                            | fu                                            | hu                            | hu                            | hu                            | fu, hu                        |
| づ, ヅ | zu                                            | zu                                            | du                            | zu                            | du                            | du                            |
| じ, ジ | ji                                            | ji                                            | zi                            | zi                            | zi                            | ji, zi                        |
| ぢ, ヂ | ji                                            | ji                                            | di                            | zi                            | di                            | di                            |
| ら, ラ | ra                                            | ra                                            | ra                            | ra                            | ra                            | ra                            |
| わ, ワ | wa                                            | wa                                            | wa                            | wa                            | wa                            | wa                            |
| を, ヲ | o                                             | o                                             | wo                            | o/wo                          | wo                            | wo                            |
| や, ヤ | ya                                            | ya                                            | ya                            | ya                            | ya                            | ya                            |
| ん, ン vor m*, b*, p* | m                                             | n                                             | n                             | n                             | n̄                             | n                             |
| ん, ン vor a, i, u, e, o, y*, n* | n/n-                                          | n' (n bei n*)                                 | n’                            | n'                            | n'                            | nn, n'                        |
| Stopflaut (っ, ッ) | (Erst-)Konsonantenverdopplung, aber cch → tch | (Erst-)Konsonantenverdopplung, aber cch → tch | (Erst-)Konsonantenverdopplung | (Erst-)Konsonantenverdopplung | (Erst-)Konsonantenverdopplung | (Erst-)Konsonantenverdopplung |
| Partikel は | wa                                            | wa                                            | ha                            | wa                            | wa                            | ha                            |
| Partikel へ | e                                             | e                                             | he                            | e                             | e                             | he                            |
| Substantiv groß | nein                                          | nein                                          | darf                          | darf                          | nein                          | darf                          |
| Betonung | nein                                          | nein                                          | nein                          | nein                          | ´, `, ˆ                       | nein                          |
| * Wenn eine Wortgrenze zwischen den beiden Buchstaben vorhanden ist. ** Wenn eine Wortgrenze zwischen den beiden Buchstaben vorhanden ist oder die Kombination das Ende eines Verbs in der Schlussform ist. |                                               |                                               |                               |                               |                               |                               |

Rōmaji sind für die Japaner mittlerweile zur Standardmethode für Computer-Eingaben geworden, da in Japan fast alle Computer englische Tastaturen haben. Um auf einem japanischen Computer japanisch zu schreiben, buchstabiert man die einzelnen Silben gewöhnlich in Rōmaji, die auf dem Bildschirm zunächst als Kana erscheinen. Diese Romanisierung wird als wāpuro rōmaji (von engl. word processor) bezeichnet. Dabei werden im Wesentlichen sowohl Hepburn- als auch Kunrei- und Nippon-Romanisierungen akzeptiert. Besonderheiten dieses Systems sind, dass lange Vokale gemäß ihrer Kana-Schreibweise mit zwei Vokalzeichen eingegeben werden und dass kleine Kana durch ein vorangestelltes x eingegeben werden können.
Für die eingegebenen Silben bietet der Computer eine Liste mit möglichen Kanji bzw. Kanji-Kombinationen an, aus der man den richtigen Begriff auswählen kann. Nach der Bestätigung werden die Silben durch den ausgewählten Begriff ersetzt.

## Fünfzig-Laute-Tafel
Die alphabetische Reihenfolge der Silben, wie sie etwa in japanischen Telefonbüchern oder Lexika benutzt wird, folgt den Zeilen der „50-Laute-Tafel“, die auf Japanisch gojūon genannt wird und die ihrerseits auf die Anordnung der Laute im Sanskrit und der Brahmi-Schrift zurückgeht.
Es gibt sowohl bei Hiragana als auch bei Katakana nicht genau 50, sondern je 46 Grund-Kana (gerade Laute). Bis 1945 waren es je 48; da ein anlautendes w- außer in der Silbe wa nicht mehr artikuliert wurde, wurden die Zeichen für wi und we (ゐ und ゑ bzw. ヰ und ヱ) abgeschafft und durch die Vokale i und e (い und え bzw. イ und エ) ersetzt. Einzig das wo (を bzw. ヲ) blieb trotz gleicher Aussprache wie der Vokal o erhalten, allerdings nur in seiner Funktion als Partikel für das Akkusativobjekt, da es hier einen wertvollen Dienst zum schnellen Erfassen der Satzgliederung leistet; da diese Partikel immer in Hiragana (を) geschrieben wird, ist das Katakana-wo (ヲ) in der Praxis ebenfalls abgeschafft, es erscheint praktisch nur noch in Katakana-Tabellen. Alle anderen Verwendungen von wo wurden durch o ersetzt.
Die seit 1945 nicht mehr üblichen Zeichen sind in der folgenden Tabelle in runde Klammern gesetzt. Die eingeklammerten (w) zeigen an, dass dort früher ein (englisches) w gesprochen wurde, im heutigen Japanisch aber nicht mehr.
| – | a  | i    | u   | e    | o    | あ | い   | う | え   | お | ア | イ   | ウ | エ   | オ |
| K | ka | ki   | ku  | ke   | ko   | か | き   | く | け   | こ | カ | キ   | ク | ケ   | コ |
| S | sa | shi  | su  | se   | so   | さ | し   | す | せ   | そ | サ | シ   | ス | セ   | ソ |
| T | ta | chi  | tsu | te   | to   | た | ち   | つ | て   | と | タ | チ   | ツ | テ   | ト |
| N | na | ni   | nu  | ne   | no   | な | に   | ぬ | ね   | の | ナ | ニ   | ヌ | ネ   | ノ |
| H | ha | hi   | fu  | he   | ho   | は | ひ   | ふ | へ   | ほ | ハ | ヒ   | フ | ヘ   | ホ |
| M | ma | mi   | mu  | me   | mo   | ま | み   | む | め   | も | マ | ミ   | ム | メ   | モ |
| Y | ya |      | yu  |      | yo   | や |      | ゆ |      | よ | ヤ |      | ユ |      | ヨ |
| R | ra | ri   | ru  | re   | ro   | ら | り   | る | れ   | ろ | ラ | リ   | ル | レ   | ロ |
| W | wa | (w)i |     | (w)e | (w)o | わ | (ゐ) |    | (ゑ) | を | ワ | (ヰ) |    | (ヱ) | ヲ |
| Ń |    |      | n   |      |      |    |      | ん |      |    |    |      | ン |      |    |

### Diakritika
Etwa seit 1945 werden zwei Akzentzeichen und kleinere angehängte Vokalbuchstaben systematisch verwendet, vorher nur in Zweifelsfällen und nach Laune des Schreibers. Bei alphabetischer Anordnung werden sie den entsprechenden unakzentuierten Zeichen beigeordnet.

#### Stimmhaftigkeit – Trübung
Einige Kana können durch Hinzufügen zweier kleiner Striche (◌゙) – dakuten 濁点 oder nigori 濁, ugs. ten ten 点々 – oder eines kleinen Kreises (◌゚) – handakuten 半濁点 oder maru 丸 – in der Aussprache verändert werden, um weitere Silben zu erhalten. Dakuten (Nigori) macht den Laut stimmhaft oder „getrübt“. Handakuten (Maru) verwandelt h (f) in p und wird daher nur mit Zeichen aus der h-Reihe verwendet. So wird mittels Dakuten aus k→g, s (ts)→z ¹, t → d, h (f)→b und ch (sh)→j. Mit Handakuten (Maru) wird dagegen in der h-Reihe aus h (f) ein p.

##### Beispiele
- Mittels Dakuten (Nigori) von k → g – Beispiel: か = カ = ka → が = ガ = ga, beispielsweise in „hiragana“ – ひらがな – 平仮名 (deutsch Hiragana – jap. Morenschrift)
- Mittels Dakuten (Nigori) von h (f) → b – Beispiel: ふ = フ = hu (fu) → ぶ = ブ = bu, beispielsweise in „konbu“ – こんぶ – 昆布 (deutsch Konbu – essbarer Seetang)
- Mittels Dakuten (Nigori) von h (f) → b – Beispiel: ほ = ホ = ho → ぼ = ボ = bo, beispielsweise in „sanbo“ – さんぼう – 三宝 (deutsch Drei Schätze – des Buddhismus)
- Mittels Handakuten (Maru) von h (f) → p – Beispiel: ふ = フ = hu (fu) → ぷ = プ = pu, beispielsweise in „onpu“ – おんぷ – 音符 (deutsch Musiknote)
- Mittels Handakuten (Maru) von h (f) → p – Beispiel: ほ = ホ = ho → ぽ = ポ = po, beispielsweise in „ho ippo“ – ほ･いっぽ – 歩一歩 (deutsch Schritt für Schritt – Adverb)
- Mittels Dakuten (Nigori) von s (ts) → z ¹– Beispiel: す = ス = su → ず = ズ = zu, beispielsweise in „suzume“ – すずめ – 雀 (deutsch Spatz)
- Mittels Dakuten (Nigori) von t → d – Beispiel: た = タ = ta → だ = ダ = da, beispielsweise in „haneda“ – はねだ – 羽田 (deutsch Haneda – Stadtteil im Tokioter Bezirk Ōta)
- Mittels Dakuten (Nigori) von ch (sh) → j – Beispiel: し = シ = si (shi) → じ = ジ = ji (di, zi), beispielsweise in „kyūji“ – きゅうじ – 給仕 (deutsch Diener – Kellner, Laufbursche, Bürogehilfe)

Anmerkung¹ S – wie das s in Ast und Z – wie das s in Saft gesprochen
| G | ga | gi | gu | ge | go | が | ぎ | ぐ | げ | ご | ガ | ギ | グ | ゲ | ゴ |
| Z | za | ji | zu | ze | zo | ざ | じ | ず | ぜ | ぞ | ザ | ジ | ズ | ゼ | ゾ |
| D | da | ji | zu | de | do | だ | ぢ | づ | で | ど | ダ | ヂ | ヅ | デ | ド |
| B | ba | bi | bu | be | bo | ば | び | ぶ | べ | ぼ | バ | ビ | ブ | ベ | ボ |
| P | pa | pi | pu | pe | po | ぱ | ぴ | ぷ | ぺ | ぽ | パ | ピ | プ | ペ | ポ |

#### Palatalisierung – Brechung (Ligatur)
Bei den palatalen oder so genannten gebrochenen Lauten (Digraphen oder yō·on) – sie kommen bei der Wiedergabe chinesischer Lehnwörter vor – folgt auf eine auf i auslautende Silbe (i·kō, zweite Spalte) eine (verkleinerte) mit y beginnende (ya·dan, achte Zeile). Zusammen bilden sie eine gemeinsame Silbe, so dass entweder nur ein einziger j-Laut gesprochen wird oder dieser ganz entfällt: aus pi und kleinem yu (ぴゅ / ピュ) wird pyu, ein s(h)i gefolgt von kleinem yo (しょ / ショ) würde ein Deutscher „scho“ schreiben.
| -    | ya  | yu  | yo  | ゃ   | ゅ   | ょ   | ャ   | ュ   | ョ   |
| K(i) | kya | kyu | kyo | きゃ | きゅ | きょ | キャ | キュ | キョ |
| S(i) | sha | shu | sho | しゃ | しゅ | しょ | シャ | シュ | ショ |
| T(i) | cha | chu | cho | ちゃ | ちゅ | ちょ | チャ | チュ | チョ |
| N(i) | nya | nyu | nyo | にゃ | にゅ | にょ | ニャ | ニュ | ニョ |
| H(i) | hya | hyu | hyo | ひゃ | ひゅ | ひょ | ヒャ | ヒュ | ヒョ |
| M(i) | mya | myu | myo | みゃ | みゅ | みょ | ミャ | ミュ | ミョ |
| R(i) | rya | ryu | ryo | りゃ | りゅ | りょ | リャ | リュ | リョ |
| G(i) | gya | gyu | gyo | ぎゃ | ぎゅ | ぎょ | ギャ | ギュ | ギョ |
| Z(i) | ja  | ju  | jo  | じゃ | じゅ | じょ | ジャ | ジュ | ジョ |
| B(i) | bya | byu | byo | びゃ | びゅ | びょ | ビャ | ビュ | ビョ |
| P(i) | pya | pyu | pyo | ぴゃ | ぴゅ | ぴょ | ピャ | ピュ | ピョ |

Katakana bietet darüber hinaus weitere Möglichkeiten für Fremdwörter, im Japanischen nicht vorkommende Silben abzubilden, indem auch Silben auf andere Vokale mit kleinen Versionen der Vokale (ァ, ィ, ゥ, ェ, ォ) kombiniert werden. Die 1945 weggefallenen ヰ (wi) und ヱ (we) können so bspw. durch ウ (u) plus Vokal ersetzt werden (ウィ und ウェ), wenn die Laute in einer anderen Sprache vorkommen; außerdem wird bei ウォ im Gegensatz zu ヲ das w ausgesprochen. Mit Nigori wird aus dem Vokal endgültig eine Konsonantensilbe: ヴ = vu (dt. wu), die wiederum mit den anderen Vokalen kombiniert werden kann, z. B. ヴィ = vi. Aus su und zu (ス, ズ) plus i wird si und zi. Sche/she/še, –/je/že und tsche/che/če werden aus den Silben auf i (シ = s(h)i, ジ = z(h)i/ji, チ = ti/chi) mit kleinem e (ェ) gebildet. Bei t und d werden einerseits die Silben auf e (テ, デ) mit kleinem i zu ti bzw. di verbunden, andererseits die auf o (ト, ド) mit kleinem u (ゥ) zu tu und du. Die Silben ツ (tsu, dt. zu) und フ (fu/hu) können schließlich mit a, i, e und o kombiniert werden, so dass das u wegfällt. Letztere kann außerdem auch vom kleinen yu gefolgt werden: フュ (fyu).
| K.        | Hepburn | Hepburn | Hepburn | Hepburn | Hepburn |      | Katakana | Katakana | Katakana | Katakana | Katakana |
| --------- | ------- | ------- | ------- | ------- | ------- | ---- | -------- | -------- | -------- | -------- | -------- |
| –         | a       | i       | u       | e       | o       | ァ   | ィ       | ゥ       | ェ       | ォ       |          |
| I         |         |         |         | ye      |         |      |          |          | イェ     |          |          |
| U         |         | wi      |         | we      | wo      |      | ウィ     |          | ウェ     | ウォ     |          |
| V(u)      | va      | vi      | vu      | ve      | vo      | ヴァ | ヴィ     | ヴ       | ヴェ     | ヴォ     |          |
| S(u)      |         | si      |         |         |         |      | スィ     |          |          |          |          |
| Z(u)      |         | zi      |         |         |         |      | ズィ     |          |          |          |          |
| S(i)      |         |         |         | she     |         |      |          |          | シェ     |          |          |
| Z(i)      |         |         |         | je      |         |      |          |          | ジェ     |          |          |
| T(i)      |         |         |         | che     |         |      |          |          | チェ     |          |          |
| T(e)/T(o) |         | ti      | tu      |         |         |      | ティ     | トゥ     |          |          |          |
| D(e)/D(o) |         | di      | du      |         |         |      | ディ     | ドゥ     |          |          |          |
| T(u)      | tsa     | tsi     |         | tse     | tso     | ツァ | ツィ     |          | ツェ     | ツォ     |          |
| H(u)      | fa      | fi      |         | fe      | fo      | ファ | フィ     |          | フェ     | フォ     |          |
| S(y)      |         |         | syu     |         |         |      |          | スュ     |          |          |          |
| Z(y)      |         |         | zyu     |         |         |      |          | ズュ     |          |          |          |
| T(y)      |         |         | tyu     |         |         |      |          | テュ     |          |          |          |
| D(y)      |         |         | dyu     |         |         |      |          | デュ     |          |          |          |
| F(y)      |         |         | fyu     |         | fyo     |      |          | フュ     |          | フョ     |          |

### Iroha-jun
Neben der Fünfzig-Laute-Tafel wird zur Festlegung einer Reihenfolge gelegentlich noch die iroha-jun (いろは順) verwendet. Sie ist ein aus der 2. Hälfte des 10. Jahrhunderts stammendes „Alphabet“ in Form eines Liedes, in dem jede mögliche Silbe genau einmal vorkommt (伊呂波歌 iroha-uta):
| イロハニホヘト |
| チリヌルヲ     |
| ワカヨタレソ   |
| ツネナラム     |
| ウヰノオクヤマ |
| ケフコエテ     |
| アサキユメミシ |
| ヱヒモセス     |

| i ro ha ni ho he to  |
| chi ri nu ru wo      |
| wa ka yo ta re so    |
| tsu ne na ra mu      |
| u wi no o ku ya ma   |
| ke fu ko e te        |
| a sa ki yu me mi shi |
| we hi mo se su       |

| 色は匂へと |
| 散りぬるを |
| 我が世誰そ |
| 常ならむ   |
| 有為の奥山 |
| 今日越えて |
| 浅き夢見し |
| 酔ひもせす |

| Auch wenn Blumen duften,                                   |
| verblühen sie doch.                                        |
| In unserer Welt                                            |
| währt alles nicht ewig.                                    |
| Das tiefe Gebirge des Entstehens und Vergehens             |
| will ich heute überwinden,                                 |
| (in der Welt der Erleuchtung) keine leeren Träume träumen, |
| mich nicht an der Illusion berauschen.                     |

Die angegebenen Katakana geben dabei die damalige Originalaussprache wieder, im heutigen Japanisch klingen einige der Wörter etwas anders. Das Zeichen ン n fehlt, da es erst vor relativ kurzer Zeit als eigenständiges Zeichen eingeführt wurde; früher schrieb man für ein gesprochenes n als Behelf ム mu, was auch in diesem Gedicht der Fall ist. Dafür finden sich aber die beiden nach 1945 abgeschafften Zeichen ヰ wi und ヱ we.

## Reformgedanken
Im Laufe der Jahrhunderte hat sich die japanische Schrift zu dem wohl kompliziertesten Schriftsystem der Welt entwickelt. Viele Kanji können mehr als fünf verschiedene, selten bis zu fast einem Dutzend unterschiedliche Lesungen haben. Zudem kann ein gesprochenes Wort, ohne dass es hierfür allgemeine Regeln gäbe, sowohl mit verschiedenen Kanji als auch mit verschiedenen Okurigana-Varianten (Kana für die „Endungen“ eines Wortes) geschrieben werden. Schließlich gibt es noch Wörter, die rebusartig aus verschiedenen Kanji zusammengesetzt werden können: Zum Beispiel wurde das aus dem Portugiesischen übernommene Wort tabako (Zigarette, Tabak) mit den Kanji für Rauch und Gras wiedergegeben, aber nicht so ausgesprochen, wie diese Kanji normalerweise gelesen werden. Diese Entwicklung erreichte in der Meiji-Zeit ihren Höhepunkt, wobei es damals verbreiteter war als heutzutage, den Kanji Furigana (kleine Kana neben oder über den Kanji zur Ausspracheanleitung) beizufügen, um die Schrift lesbar zu halten.
Seit der Meiji-Ära hat es in Japan daher mehrmals Überlegungen gegeben, die japanische Schrift radikal zu reformieren. Die Vorschläge reichen von einer Beschränkung auf die Silbenschriften (wie z. B. im Koreanischen) mit weitgehendem Verzicht auf Kanji bis zu einer vollständigen Umstellung auf die lateinische Schrift (ähnlich wie es z. B. im Türkischen geschehen ist).
Dies scheiterte bisher an zahlreichen Faktoren:
- Japan hat seit mehreren Jahrhunderten eine weitreichende Alphabetisierung, weshalb die japanische Schrift tief in der Kultur verwurzelt ist. Japan war im 19. Jahrhundert sogar eine Zeit lang das am stärksten alphabetisierte Land der Welt.
- Die großen Bibliotheken und die jahrtausendealte umfangreiche Schriftkultur wären nur noch wenigen Gelehrten zugänglich und/oder müssten alle in ein neues System übertragen werden. Denn bei einem Wechsel bestünde die Gefahr, dass nachfolgende Generationen das alte Schriftsystem nicht mehr lesen können.
- Beim Schreiben beispielsweise nur mit Kana würde ein Text länger werden.
- Die japanische Sprache hat, vor allem bei den aus dem Chinesischen übernommenen Wörtern, ungewöhnlich viele Homonyme, die sich in Lateinschrift oder in Kana nicht mehr unterscheiden lassen würden. Die japanische Sprache ist mit nur etwas mehr als 100 verschiedenen möglichen Silben relativ „arm“ an Lauten – im Gegensatz z. B. zum Chinesischen, das etwa 400 verschiedene Silben kennt. Oft ist deswegen im Japanischen der Kontext eines Wortes wichtig, um dessen Bedeutung zu bestimmen.
- Auch manche Eigenheiten der japanischen Kultur würden so verloren gehen. So gibt es etwa für viele Vornamen mehrere verschiedene Schreibweisen, aus denen die Eltern meist nach ästhetischen Überlegungen eine auswählen: Beispielsweise kann der japanische Vorname Akira in Hiragana あきら, in Katakana アキラ und in Kanji u. a. 明, 光, 旭, 玲, 日明, 彰, 晶, 彬, 明朗, 晄, 徴 oder 亜喜良 geschrieben werden. Dieser Name ist zwar ein Extrembeispiel, aber die meisten Namen haben zumindest zwei oder drei verschiedene Schreibweisen. (Vergleiche z. B. im Deutschen die verschiedenen Schreibweisen von Philipp oder Meier.)

Im Jahr 1946 wurden im Zuge einer Schriftreform die Anzahl der Kanji („Kanji für den täglichen Gebrauch“, 当用漢字 Tōyō-Kanji) auf 1850 reduziert (1981 kamen 95 wieder hinzu als Jōyō-Kanji, 常用漢字), die Schreibweise vieler Kanji vereinfacht, die Zahl der Lesungen eines Kanji deutlich verringert und neue Regeln für die Verwendung von Hiragana, Katakana, Okurigana und Furigana aufgestellt. Seit 2010 gilt eine neue Jōyō-Kanji-Liste mit 2136 Zeichen, bei der 196 Kanji hinzugefügt und fünf aus der alten Liste entfernt wurden.
Zum Lernaufwand im Schulunterricht siehe Schule in Japan.